# Queen’s Fire Service Medal
De Queen’s Fire Service medal wordt sinds 19 mei 1954 toegekend voor moed of bijzondere verdienste. De ronde zilveren medaille met op de keerzijde de inscriptie "For Courage" en het lint met de blauwe strepen wordt alleen postuum toegekend. De dragers mogen de letters QFSM achter hun naam dragen. De medaille voor verdienste wordt aan een rood met geel lint gedragen. 
De eerdere King's Medal for Police and Fire Service in 1902 werd  ingesteld door koning Eduard VII van het Verenigd Koninkrijk. De koning eerde met deze medaille, oorspronkelijk "King's Police Medal" geheten, zowel bijzondere verdienste als moed van politiepersoneel en brandweerlieden. De niet erg toepasselijke naam werd later uitgebreid tot "King's Medal for Police and Fire Service". Toch was het ook een brandweermedaille.
In 1954 werd opgehouden met het verlenen van de King's Medal for Police and Fire Service. Twee medailles, een voor de politie en een voor de brandweer kwamen ervoor in de plaats.
- Queen’s Fire Service medal (QFSM)
- Queen's Police Medal (QPM)

De medailles van het Verenigd Koninkrijk werden overal in het Gemenebest, in de koloniën en mandaatgebieden gebruikt. Naarmate het Gemenebest minder hecht werd werden er in de dominions en in de andere landen meer eigen medailles ingesteld. 